# Freuet euch des Lebens
Freuet euch des Lebens (Réjouissez-vous dans la vie) est une valse de Johann Strauss II (op. 340). L'œuvre est créée le 15 janvier 1870 dans la salle de concert de la Musikvereins

## Histoire
La valse est écrite pour le bal d'inauguration de la salle de concert dorée de la Wiener Musikvereins (Association musicale de Vienne) et y créée. La salle dans laquelle se déroulent aujourd'hui les concerts traditionnels du Nouvel An de la Philharmonie de Vienne n'a été inaugurée que dix jours plus tôt par l'empereur François-Joseph Ier. Johann Strauss dédie ensuite cette valse à l'association. Cependant, l'œuvre ne connaît pas à l’époque un succès particulier. En conséquence, elle disparait des répertoires de concert. Cela est également dû au grand nombre de compositions de Strauss au cours de ces années, qui s'éloignent de ces répertoires.

## Durée
Le temps de lecture sur le CD répertorié en références est exactement de 8 minutes et 38 secondes. Ce temps peut varier quelque peu, selon l'interprétation musicale du chef d'orchestre. 

## Postérité
La pièce est jouée lors du célèbre concert du nouvel an à Vienne : en 1947 (Josef Krips) ; 1962 et 1974 (Willi Boskovsky) ; 1988 (Claudio Abbado) ; 1997 (Riccardo Muti) ; 2008 (Georges Prêtre) ; 2012 (Mariss Jansons) ; 2020 (Andris Nelsons).